# S3 ViRGE
S3 ViRGE (Video and Rendering Graphics Engine) — графический чипсет компании S3 Graphics. Был одним из первых 2D/3D ускорителей, предназначенных для массового рынка.
S3 ViRGE/GX2 PC/TV — 64-битный интегрированный 2D/3D акселератор с наличием ТВ — выхода, исполнение в AGP и PCI вариантах, 2-4 Mb SGRAM (83 MHz) или EDO (66 MHz), 170 MHz RAMDAC, поддержка Direct3D, BRender, RenderWare, OpenGL и собственного API S3D, возможно использование телевизионного экрана вместо монитора.
Большим козырем является наличие ТВ-выхода и стандартного набора фильтров, дающих качественное изображение на телевизионном экране.

## Характеристики
- 64-разрядный 2D/3D графический процессор
- Встроенный 170 МГц RAMDAC
- Поддержка PCI 2.1
- Поддержка DDC
- Поддержка памяти до 4 Мб EDO